# Сьвйонтники (Сандомирський повіт)
Сьвйонтники (пол. Świątniki) — село в Польщі, у гміні Образув Сандомирського повіту Свентокшиського воєводства.
Населення — 422 особи (2011).
У 1975-1998 роках село належало до Тарнобжезького воєводства.

## Демографія
Демографічна структура на день 31 березня 2011 року:
|          | Загалом | Допрацездатний вік | Працездатний вік | Постпрацездатний вік |
| -------- | ------- | ------------------ | ---------------- | -------------------- |
| Чоловіки | 212     | 48                 | 131              | 33                   |
| Жінки    | 210     | 38                 | 104              | 68                   |
| Разом    | 422     | 86                 | 235              | 101                  |